# 2000 en arts plastiques
| Années des arts plastiques : 1997 - 1998 - 1999 - 2000 - 2001 - 2002 - 2003    |
| Décennies des arts plastiques : 1970 - 1980 - 1990 - 2000 - 2010 - 2020 - 2030 |

Cette page concerne l'année 2000 en arts plastiques.

## Œuvres
- La Lapine Alba, lapine qui devient verte fluorescente sous rayons UV, créée par Eduardo Kac.

## Événements
- Acquisition par la National Gallery de Londres de la Vierge à l'Enfant trônant et entourée de deux anges (1280) de Cimabue, dissociée du Diptyque de dévotion.

## Décès
- 2 janvier : Miguel Devèze, peintre et sculpteur sur bois français (° 26 novembre 1909),
- 6 janvier : Susana Simon, artiste peintre allemande  (° 30 septembre 1913),
- 13 janvier : Louis Marchand des Raux, peintre et lithographe français (° 12 décembre 1902),
- 26 janvier : André Charigny, peintre français (° 27 octobre 1902),
- 31 janvier : Gabriel Paris, peintre et décorateur de cinéma français (° 25 mai 1924),
- 13 février : Bellor, peintre belge (° 30 juillet 1911),
- 19 février :
  - Hundertwasser, artiste autrichien (° 15 décembre 1928),
  - Riccardo Tommasi Ferroni, peintre italien (° 4 décembre 1934),
- 12 mars : Sergio Romiti, peintre italien (° 14 avril 1928),
- 18 mars : Maurice Fillonneau, peintre et aquarelliste français (° 19 mai 1930),
- 13 avril : Bernadette Sers, peintre française (° 25 juillet 1928),
- 21 avril : Gunther Gerzso, peintre mexicain (° 17 juin 1915),
- 22 avril : Toon Hermans, chanteur, cabaretier, poète, peintre et dessinateur néerlandais (° 17 décembre 1916),
- 10 mai : Eugène Leroy, peintre français (° 8 août 1910),
- 28 mai : Robert Savary, peintre et lithographe figuratif français (° 20 avril 1920),
- 21 juin : Jeannie Dumesnil, peintre française (° 18 janvier 1926),
- 23 juin : Bernard Damiano, peintre expressionniste italien (° 10 janvier 1926),
- 24 juin : Michel Parmentier, peintre français (° 16 décembre 1938),
- 25 juin : Jean Tourlonias, peintre français (° 29 juillet 1937),
- ? juin : Maurice Buffet, peintre français (° 1er août 1909),
- 17 juillet : Aligi Sassu, peintre et sculpteur italien (° 17 juillet 1912),
- 23 juillet :
  - Vu Cao Dam, peintre et sculpteur vietnamien (° 8 janvier 1908),
  - Yuki Ogura,  peintre nihonga de l'ère Shōwa du Japon (° 1er mars 1895),
- 27 juillet :
  - Vladimir Lissounov, peintre soviétique puis russe (° 21 mars 1940),
  - Zbigniew Żupnik, peintre polonais (° 26 mai 1951),
- 5 août : Tullio Crali, peintre, aquarelliste, architecte et sculpteur italien (° 6 décembre 1910),
- 12 août : Jean Carzou, peintre, graveur et décorateur français d'origine arménienne (° 1er janvier 1907),
- 24 août : Roland Lefranc, peintre et lithographe français (° 4 février 1931),
- 25 août : Bona, peintre, écrivaine et poète française (° 12 septembre 1926),
- 29 août : Mohamed Hamri, peintre marocain (° 27 août 1932),
- 12 septembre : Angi, peintre suisse (° 7 juillet 1936),
- 15 septembre : Dino Ferrari, peintre italien (° 29 mars 1920),
- 20 septembre : Jean Navarre, peintre français (° 7 octobre 1914),
- 25 septembre : Nicolas Dieterlé, poète, peintre et dessinateur français (° 28 août 1963),
- 28 septembre : Jacques Burel, peintre français (° 11 avril 1922),
- 11 octobre : Pierre Jouffroy, peintre français (° 21 septembre 1912),
- 3 novembre : Georges Rohner, peintre français (° 20 juillet 1913),
- 6 novembre : Arthur Jobin, plasticien, peintre, sérigraphe et sculpteur suisse (° 23 août 1927),
- 7 novembre : Georges Laporte, peintre, lithographe et illustrateur français (° 17 décembre 1926),
- 20 novembre : Gérard Ambroselli, peintre, graveur et sculpteur français (° 30 mars 1906),
- 21 novembre : Annelise Reichmann, artiste et illustratrice allemande (° 3 janvier 1902),
- 12 décembre : Georges Ballerat, peintre paysagiste français (° 11 septembre 1902),
- 21 décembre : Jan Sanders, peintre néerlandais (° 12 juillet 1919),
- 31 décembre : Gilbert Valentin, céramiste, peintre et sculpteur français (° 16 septembre 1928),
- ? :
  - Vincenzo Bianchini, écrivain, poète, sculpteur, philosophe et médecin italien (° 1903).